# Bonțida
Bonțida (Hongaars: Bonchida, Duits: Bonisbruck) is een gemeente in Cluj. Bonțida ligt in de regio Transsylvanië, in het westen van Roemenië.
Bij de volkstelling van 1992 waren 3.073 (65%) van de 4.722 inwoners etnische Roemenen, 902 (19%) Hongaren, 744 (16%) Roma en 1 Duitstalige.
De gemeente geniet vooral bekendheid dankzij het barokke kasteel Bánffy, dat in handen was van de Hongaarse adellijke familie Bánffy, tijdens de Tweede Wereldoorlog deels werd vernietigd en tijdens het communistische regime in Roemenië verwaarloosd werd.
In de gemeente liggen de volgende dorpen:
- Bonțida (Bonchida)
- Coasta (Gyulatelke)
- Răscruci (Válaszút)
- Tăușeni (Marokháza)

## Etymologie
De naam van de gemeente komt van een zekere Benkő Boncz, die in de buurt woonde en die volgens de overlevering een brug over de Someșul Mic (Kleine Someș) bouwde. Deze brug bleef bekend staand als Boncz' brug, Boncz-Hid in het Hongaars, vandaar de Roemeense naam "Bonțida".

## Bezienswaardigheden

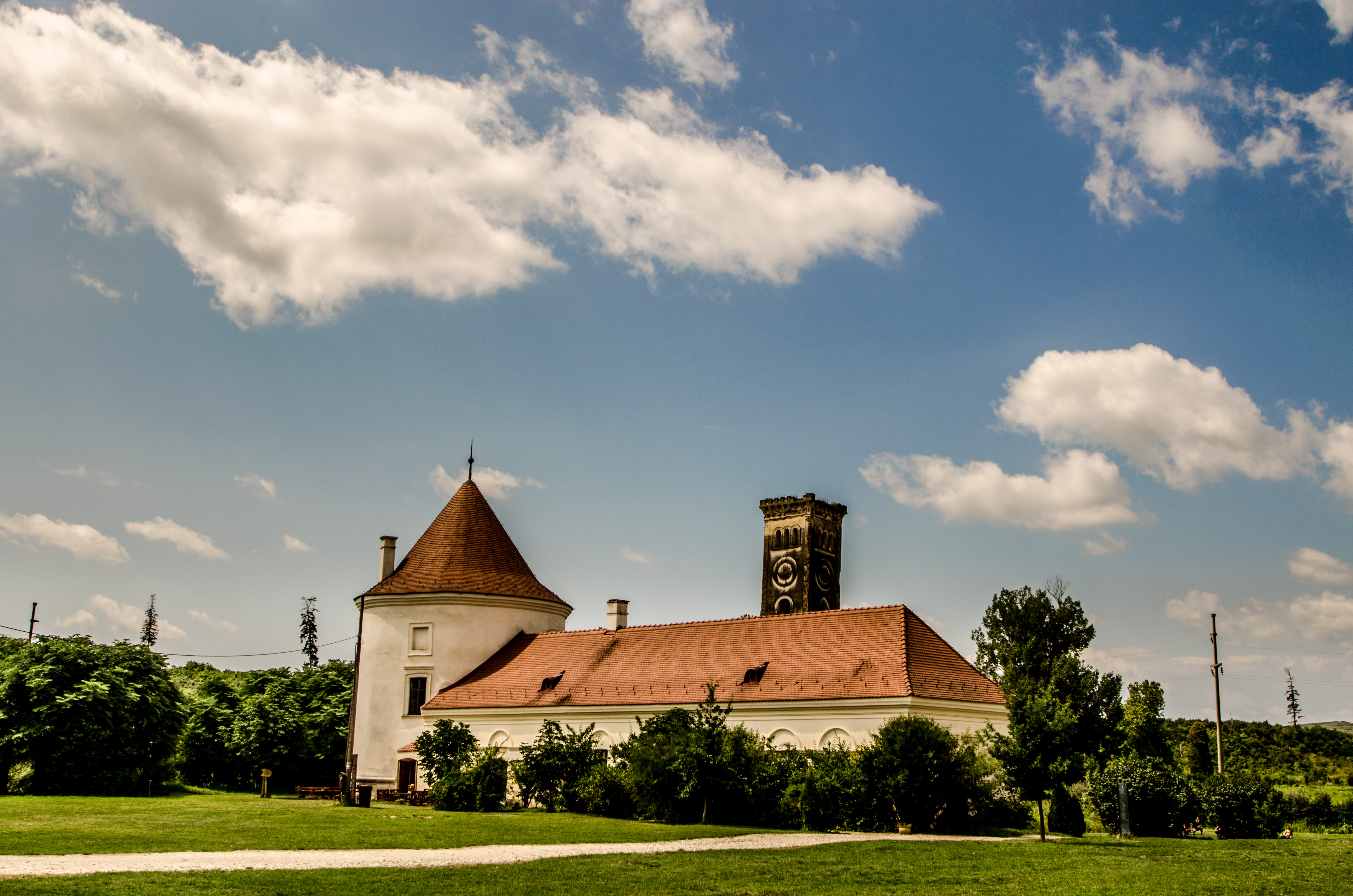
Kasteel Bánffy in juli 2014

- Kasteel Bánffy

Steden met gemeentestatus: Cluj-Napoca · Turda · Câmpia Turzii · Dej · Gherla

Stad zonder gemeentestatus: Huedin

Gemeenten: Aghireșu · Aiton · Aluniș · Apahida · Așchileu Mare · Baciu · Băișoara · Beliș · Bobâlna · Bonțida · Borșa · Buza · Căianu · Călățele · Cămărașu · Căpușu Mare · Cășeiu · Cătina · Câțcău · Ceanu Mare · Chinteni · Chiuiești · Ciucea · Ciurila · Cojocna · Cornești · Cuzdrioara · Dăbâca · Feleacu · Fizeșu Gherlii · Florești · Frata · Gârbău · Geaca · Gilău · Iara · Iclod · Izvoru Crișului · Jichișu de Jos · Jucu · Luna · Măguri-Răcătău · Mănăstireni · Mărgău · Mărișel · Mica · Mihai Viteazu · Mintiu Gherlii · Mociu · Moldovenești · Negreni · Pălatca · Panticeu · Petreștii de Jos · Ploscoș · Poieni · Râșca · Recea-Cristur · Săcuieu · Săndulești · Săvădisla · Sânncraiu · Sânmartin · Sânpaul · Someșeni · Sic · Suatu · Tritenii de Jos · Tureni · Țaga · Unguraș · Vad · Valea Ierii · Viișoara · Vultureni